# Tommy Dorsey
Tommy Dorsey, właśc. Thomas Dorsey (ur. 19 listopada 1905 w Shenandoah w stanie Pensylwania, zm. 26 listopada 1956 w Greenwich w stanie Connecticut) – amerykański puzonista, kompozytor i bandlider, brat Jimmy’ego Dorseya.
W latach młodzieńczych grał w orkiestrze ojca. Do 1934 pracował wraz z bratem. W 1935 utworzył własny zespół jazzowy, który stał się jedną z najpopularniejszych orkiestr amerykańskich, z którą śpiewali m.in. Frank Sinatra, Jo Stafford, Connie Haines oraz grupa wokalna The Pied Pipers.
Orkiestra wylansowała wiele przebojów m.in. Boogie-Woogie, Marie, I’ll Never Smile Again, I’m Getting Sentimental Over You.

## Dyskografia
- Up Swing (Victor Records, 1944)
- Tommy Dorsey Plays Tchaikovsky Melodies for Dancing (RCA Victor, 1947)
- Tommy Dorsey (RCA Victor, 1949)
- Tommy Dorsey Plays Cole Porter for Dancing (RCA Victor, 1950)
- Tommy Dorsey's Dixieland for Dancing (RCA Victor, 1950)
- The Later Tommy Dorsey Volume 2 (Ajaz, 1950)
- Ecstasy (Decca, 1951)
- Tommy and Jimmy Dorsey with the California Ramblers (Riverside, 1955)
- That Sentimental Gentleman (RCA Victor, 1957)
- The Golden Age of the Dance Bands (Somerset, 1957)
- The Dorsey Touch (Riviera, 1959)
- Tribute to Tommy Dorsey (Broadway, 1959)
- The One And Only Tommy Dorsey (RCA Camden, 1961)
- Tommy Dorsey's Dance Party (Ace of Hearts, 1961)
- Dedicated to You (RCA Camden, 1964)
- A Man and His Trombone (Colpix, 1966)
- Here are Tommy and Jimmy Dorsey at Their Rare of All Rarest Performance Vol. 1 (Kings of Jazz, 1975)
- Tommy Dorsey On Radio/Eddie Condon's Jazz Concert (Radiola, 1975)
- Tommy Dorsey (1937 – 1941) (AMIGA, 1976)
- One Night Stand (Sandy Hook, 1976)
- Frank Sinatra & Tommy Dorsey (Durium, 1976)
- The Dorsey/Sinatra Sessions (RCA, 1982)
- The Tommy Dorsey/Frank Sinatra Radio Years and the Historic Stordahl Session (RCA, 1983)
- The End of the Big Band Era! (Sandy Hook, 1983)
- Ship Ahoy/Las Vegas Nights (Hollywood Soundstage, 1983)
- A Tribute (Star Line Productions, 1987)
- All-Time Greatest Dorsey/Sinatra Hits, Vol. 1-4 (RCA, 1988)
- Plays Sweet & Hot (Tax, 1989)
- Tommy Dorsey and His Orchestra/And His Clambake Seven (LaserLight, 1990)
- Tea for Two (Jazz Collection, 1990)
- Yes Indeed! (Bluebird/RCA, 1990)
- Music Goes Round and Round (Bluebird/RCA, 1991)
- Stop, Look and Listen (ASV/Living Era, 1994)
- Kings of Trombone (Hallmark, 1995)
- Dorsey-itis (Drive Archive, 1996)
- Saturday Afternoon at the Meadowbrook 1940 (Jazz Band, 2000)
- This Is Tommy Dorsey & His Orchestra, Vol. 1 (Collectables, 2001)
- The Early Jazz Sides 1932–1937 (Jazz Legends, 2004)
- It's D'Lovely 1947–1950 (Hep, 2004)